# Речето
Речето (итал. Recetto) је насеље у Италији у округу Новара, региону Пијемонт.
Према процени из 2011. у насељу је живело 838 становника. Насеље се налази на надморској висини од 165 м.

## Становништво
Према резултатима пописа становништва 2011. у општини је живело 916 становника.
| 1931. | 1936. | 1951. | 1961. | 1971. | 1981. | 1991. | 2001. | 2011. |
| ----- | ----- | ----- | ----- | ----- | ----- | ----- | ----- | ----- |
| 1.367 | 1.364 | 1.240 | 1.125 | 985   | 914   | 854   | 897   | 916   |